# Vista Alegre do Abunã
Vista Alegre do Abunã é um distrito do município brasileiro de Porto Velho, capital do estado de Rondônia. Segundo o censo demográfico de 2022, realizado pelo Instituto Brasileiro de Geografia e Estatística (IBGE), sua população era de 8 260 habitantes e havia 2 578 domicílios particulares permanentes ocupados. Foi criado pela lei municipal nº 213 de 22 de dezembro de 1981.
De acordo com o IBGE, em 2010 a população era de 4 125 habitantes e havia 1 441 domicílios particulares.